# The Sheriff's Sisters
The Sheriff's Sisters est un film muet américain réalisé par Allan Dwan et sorti en 1911.

## Fiche technique
- Réalisation : Allan Dwan
- Date de sortie : 
  - États-Unis : 30 novembre 1911

## Distribution
- J. Warren Kerrigan : Jack Evans
- Pauline Bush : Edith Howard
- Jack Richardson : Jim Dawson
- Jessalyn Van Trump : Clara Howard
- James Harrison : le shérif
- Chick Morrison